# Virtual Boy

Logo konsoli

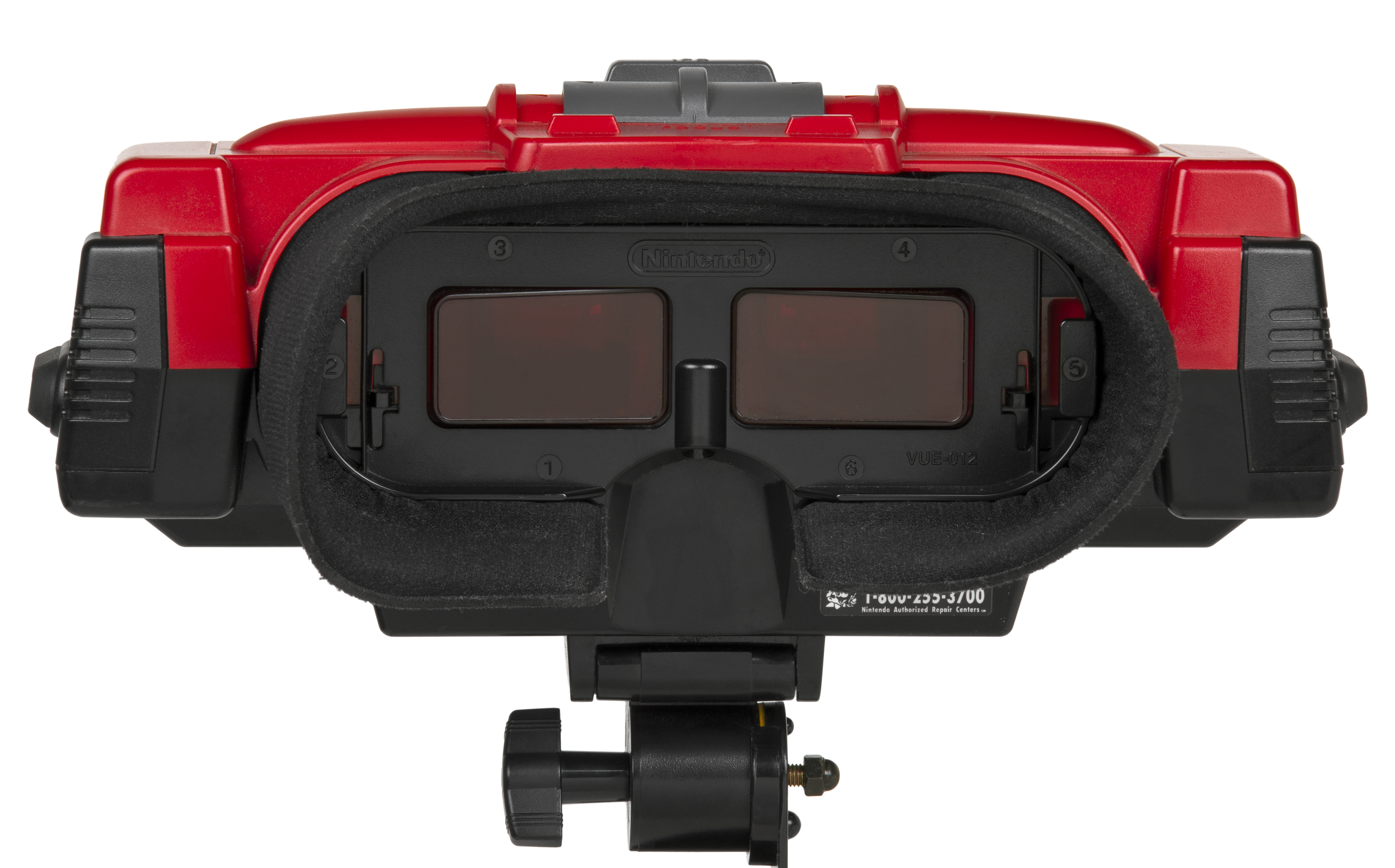
Gogle konsoli VirtualBoy

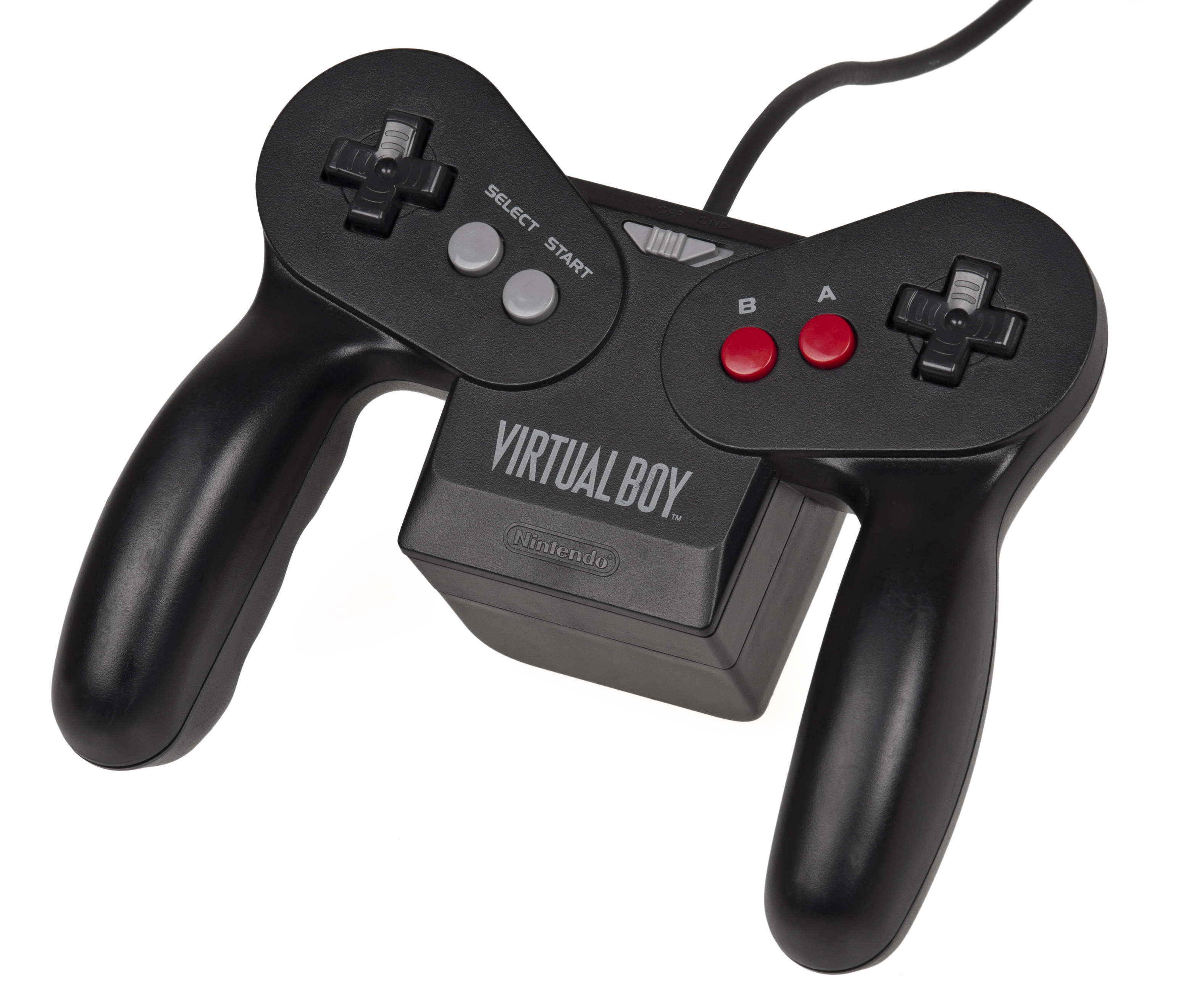
Kontroler konsoli

Virtual Boy – konsola Nintendo zaprojektowana przez Gunpei Yokoi, twórcę Game Boya. Miała być rewolucją w świecie konsoli jako pierwsze urządzenie tego typu oferujące grafikę trójwymiarową, jednak okazała się finansowym fiaskiem. Pierwszy raz zaprezentowano ją na pokazie Shoshinka Show w Chibi w Japonii. Konsola nigdy nie trafiła do Europy. W Polsce była dostępna tylko dla dystrybutorów w celach pokazowych na targach komputerowych.
Trójwymiarowy obraz generowany był za pomocą zestawu czerwonych diod, oddzielnie dla prawego i lewego oka użytkownika. Aby efekt był pełny, należało przyłożyć głowę do gogli.
Używanie konsoli wymagało ciągłego patrzenia w ekran, który odświeżany był z częstotliwością 50 Hz i oferował tylko kilkanaście odcieni koloru czerwonego. Dłuższe korzystanie z urządzenia mogło powodować bóle głowy i inne dolegliwości (osobom, u których stwierdzono padaczkę, zalecano w ogóle nie korzystać z Virtual Boya). Ze względu na to gry na tę konsolę były wyposażone w funkcję automatycznej pauzy aktywowanej co 15-30 minut.
Na konsolę wydano 22 gry, m.in. 3D Tetris oraz Mario Tennis – większość produkcji nie opuściła Japonii.